# 巧克力火鍋

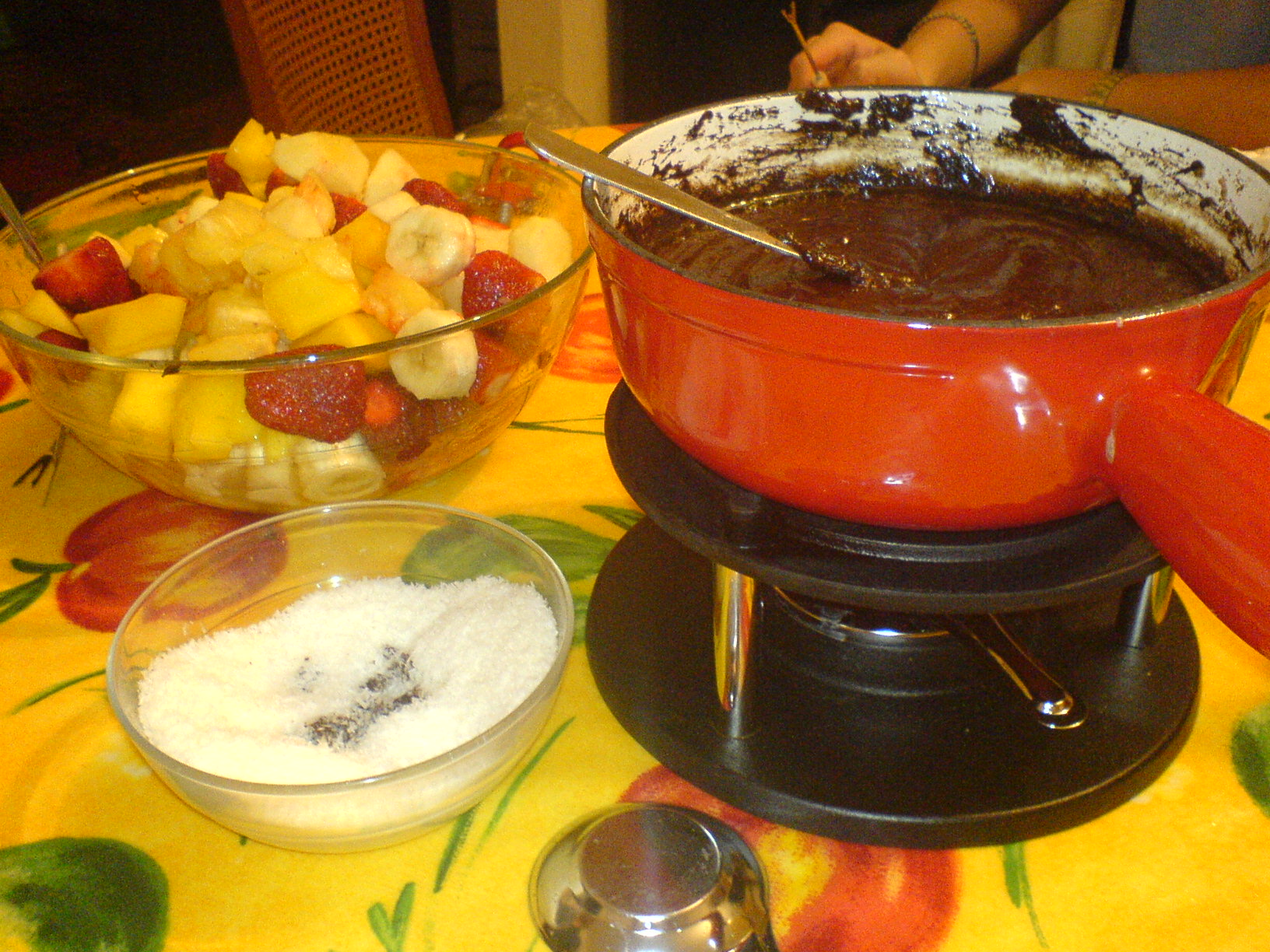
巧克力火锅

巧克力火鍋（法語：Fondue au chocolat）是一種瑞士火鍋（Fondue，法文意指融化）。做法是將巧克力放入鍋中用火煮融，加入奶油，让巧克力变得更软。然後以叉子叉上水果、餅乾或麵包，沾巧克力後食用。